# Cyardium castelnaudii
Cyardium castelnaudii är en skalbaggsart som först beskrevs av Thomson 1864.  Cyardium castelnaudii ingår i släktet Cyardium och familjen långhorningar. Inga underarter finns listade i Catalogue of Life.